# Сигналосома COP9

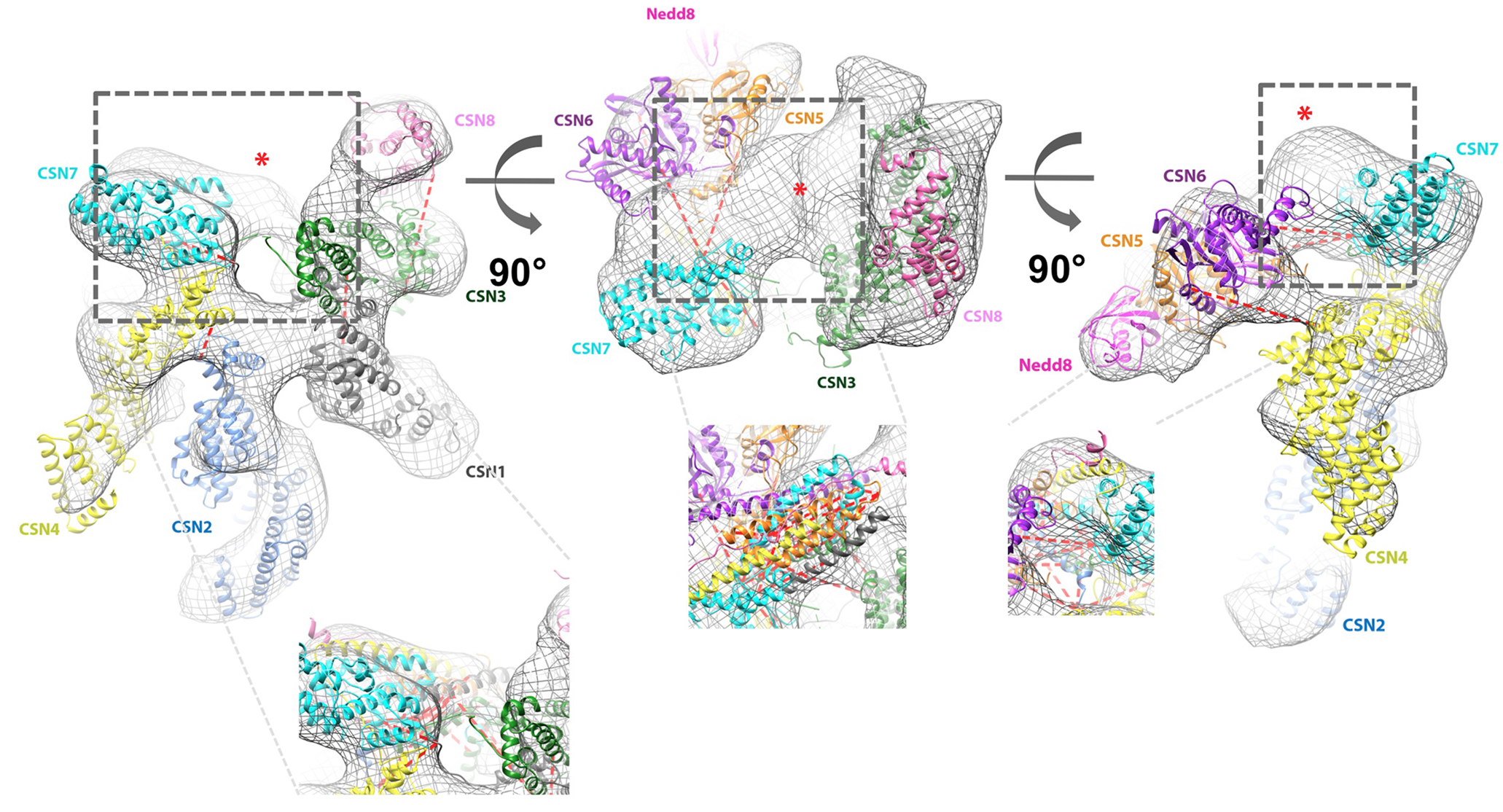
Структура сигналосомы COP9 (Конститутивный фотоморфогенез 9)

 Сигналосома COP9 (конститутивный фотоморфогенез 9)  (англ. COP9 (Constitutive photomorphogenesis 9) signalosome) ( CSN ) — белковый комплекс с изопептидазной активностью. Он катализирует гидролиз белка NEDD8 из куллиновой субъединицы куллин-RING убиквитинлигазы (CRL). Таким образом, он несет ответственность за денеддилдлацию CRL — в то же время, он способен связывать денеддилированный куллин-RING комплекс и оставлять их в неактивном состоянии. Сигналосома COP9 таким образом, служит в качестве единственного деактиватора CRL. Он был найден во всех эукариотических организмах, включая человека; впервые был обнаружен в растениях. Человеческая сигналосома COP9 (общий размер ~ 350 кДа) состоит из 8 субъединиц — CSN1, CSN2, CSN3, CSN4, CSN5, CSN6, CSN7 (COPS7A, COPS7B), CSN8. Все они необходимы для полного функционирования комплекса, а мутации в некоторых из них смертельны для мышей.